# Bouscarle de Taczanowski
Locustella tacsanowskia
Espèce
Statut de conservation UICN

 LC  : Préoccupation mineure
La Bouscarle de Taczanowski (Locustella tacsanowskia, anciennement Bradypterus tacsanowskius) est une espèce de passereaux de la famille des Locustellidae.

## Répartition
Cet oiseau peuple la Birmanie, la Chine, l'Inde, le Laos, la Mongolie, le Népal, la Russie, la Thaïlande et le Vietnam.

## Habitat
Son habitat naturel est les forêts tempérées.